# 전주비빔밥
전주비빔밥(全州－)은 전북특별자치도 전주의 향토 음식이다. 밥 뜸을 들일 때 밥솥에 콩나물을 넣어 밥 김으로 데쳐 솥 안에서 밥과 뒤섞은 다음, 김, 황포묵, 쑥갓 등을 곁들여 낸다.

## 같이 보기
- 전라도의 음식 목록
- 진주비빔밥